# Focke-Wulf A 20
Die Focke-Wulf A 20 Habicht ist ein von der Focke-Wulf-Flugzeugbau AG in Bremen gebautes Verkehrsflugzeug aus der zweiten Hälfte der 1920er-Jahre.

## Entwicklung
Die A 20 wurde als vergrößerte Nachfolgerin der A 16d entwickelt. Es wurden 1927/1928 zwei Exemplare mit den Werknummern 34 und 53 gebaut. Beide wurden im Februar und Juli 1928 zugelassen und erhielten die Kennzeichen D–1159 und D–1439. Erstere wurde nach mehreren Halterwechseln im April 1932 letztmals für die Fliegerschule Dittmar in Magdeburg zugelassen.
1928 entstand ein drittes als A 20a bezeichnetes Flugzeug (WNr. 52), das ein Whirlwind-Triebwerk mit 200 PS (147 kW) erhielt und im August als D–1482 registriert wurde. Die Abnahmeflüge wurden durch die DVL durchgeführt, deren Einflieger von Köppen dem Muster gutmütige Eigenschaften bescheinigte. So gelang es ihm nicht, das Flugzeug ins Trudeln zu bringen. Die A 20a wurde auf der vom 7. bis 28. Oktober 1928 stattfindenden ILA öffentlich präsentiert. Im August 1930 wurde sie ins Ausland verkauft. Die Baureihe endete 1929 mit der A 28, die eine um 30 cm verlängerte Passagierkabine und einen leistungsstärkeren Motor von Gnome-Rhône erhielt. Auch dieses Flugzeug mit der Werknummer 60 wurde von von Köppen eingeflogen und erwies sich als trudelsicher. Es erhielt im Juni 1929 das Kennzeichen D–1664 und wurde später zur D–OXYK.

## Aufbau
Die A 20 ist ein freitragender Hochdecker in Holzbauweise. Den Rumpf bildet eine mit Stoff bespannte Holzkonstruktion mit einer Motoraufhängung aus Stahlrohr und Aluminiumverkleidung. Hinter dem offenen Pilotensitz befindet sich die mit Sperrholz verkleidete Fluggastkabine mit linksseitig angeordneter Einstiegstür und zwei Fenstern je Seite. Bei der A 28 besteht das Rumpfgerüst aus Stahlrohr; das Flugzeug ist deshalb in Gemischtbauweise ausgeführt. Sie besitzt außerdem einen zusätzlichen fünften Passagiersitz neben dem Flugzeugführer.
Der stoffbespannte Tragflügel in Zanoniaform besteht aus einem Kastenholm mit vier Sprucegurten und Rippen aus Sperrholz. Die Vorderkante ist ebenfalls aus Sperrholz. In der Tragfläche sind die 120 kg fassenden Falltanks untergebracht. Das ebenfalls freitragende Leitwerk ist eine Konstruktion aus Sperrholzrippen und -holmen mit Stoffbespannung, das Seitenruder ist ausgeglichen.
Das Fahrwerk ist starr, gummigefedert und ohne durchgehende Achse ausgeführt. Am Heck ist ein Schleifsporn angebracht.

## Technische Daten
| Kenngröße                               | Daten (A 20)                                  | Daten (A 28)                              |
| --------------------------------------- | --------------------------------------------- | ----------------------------------------- |
| Besatzung/Passagiere                    | 1/3 bei 3½ h Flugzeit 1/4 bei 2 h Flugzeit    | 1/5                                       |
| Spannweite                              | 16,0 m                                        | 16,0 m                                    |
| Länge                                   | 10,2 m                                        | 10,2 m                                    |
| Höhe                                    | 3,0 m                                         | 3,0 m                                     |
| Flügelfläche                            | 32 m²                                         | 34,50 m²                                  |
| Passagierkabine (Länge × Breite × Höhe) | 1,75 m × 1,30 m × 1,80 m                      | 2,05 m × 1,30 m × 1,80 m                  |
| Flächenbelastung                        | 44,5 kg/m²                                    |                                           |
| Leistungsbelastung                      | 11,8 kg/PS                                    |                                           |
| Rüstmasse                               | 988 kg                                        | 1100 kg                                   |
| Zuladung                                | 437 kg                                        |                                           |
| Startmasse                              | 1425 kg                                       | 1800 kg                                   |
| Kraftstoffmasse                         | 120 kg                                        |                                           |
| Antrieb                                 | ein wassergekühlter Sechszylinder-Reihenmotor | ein luftgekühlter Fünfzylinder-Sternmotor |
| Typ                                     | Mercedes D IIa                                | Gnôme-Rhône Titan                         |
| Leistung                                | 120 PS (88 kW) bei 1400/min                   | 240 PS (177 kW)                           |
| Höchstgeschwindigkeit                   | 145 km/h                                      | 180 km/h                                  |
| Reisegeschwindigkeit                    |                                               | 160 km/h                                  |
| Landegeschwindigkeit                    |                                               | 85 km/h                                   |
| Steigzeit                               | 10 min auf 1000 m Höhe                        |                                           |
| Gipfelhöhe                              | 3500 m                                        | 5000 m                                    |
| Reichweite                              |                                               | 700 km                                    |
| Startrollstrecke                        | 170 m                                         |                                           |
| Landerollstrecke                        | 150 m                                         |                                           |